# Fred. Olsen & Co.
Fred. Olsen & Co. är ett norskt enskilt företag som kontrollerar företag inom energi, rederier, media och andra branscher. 
Fred. Olsen & Co. har sina rötter i bröderna Fredrik Christian (1815–1875), Petter (1821–1899) och Andreas Olsens (1826–1893) år 1848 påbörjade rederiverksamhet. Petter Olsens son Thomas Fredrik Olsen (Fred.) förde verksamheten vidare. Han var 1886 från 21 års ålder kapten på sin fars skepp och övertog detta och köpte flera skepp. Flottan växte stadigt och 1897 fick han levererat sitt första ångfartyg, S/S Bayard, från Nylands Verksted i Kristiania. Hans affärsidé var att bygga upp ett nätverk av reguljära linjer med bra service på Nordsjön och senare också internationellt. Han var tidig i att gå över från segelfartyg till ångfartyg. Likaså var han pionjär att, från början av första världskriget 1914, genomföra en ny konvertering till fartyg med motordrift. Under första världskriget förliste 23 av rederiets 44 skepp. Efter kriget byggdes flottan upp på nytt och nya rutter öppnades, bland annat till Kanarieöarna. År 1899 flyttade huvudkontoret till Kristiania.
Den personliga firman Fred. Olsen ombildades 1916 till Fred. Olsen & Co. Sönerna Rudolf och Thomas Olsen trädde in som partners 1914 respektive 1922. 
Rederiet fick 1917 aktiemajoritet i Akers mekaniske verksted i Oslo. 
Efter Fred. Olsens död 1933 övertog hans söner Rudolf och Thomas Olsen ansvaret för vidare utveckling. Under åren innan andra världskriget byggdes flera lastfartyg för Nordsjö- och Medelhavsrutterna. Efter andra världskrigets slut hade rederiet förlorat halva sin flotta, 28 fartyg.
Fred. Olsen (1929) tog över företaget 1955 och ledde verksamheten ensam tills hans dotter Anette Olsen blev delägare 1993. År 1994 blev Anette Olsen ensam ägare till Fred. Olsen & Co., med Fred. Olsen som styrelseordförande.
Fred. Olsen har från mitten av 1960-talet satsat på andra områden: offshore-oljeriggar, olja och gas, och senare vindenergi. Det köpte 1989 varvet Harland & Wolff i Belfast i Nordirland.
Det börsnoterade intressebolaget Fred. Olsen Energy, namnändrat i december 2018 till Dolphin Drilling, gick i konkurs i juni 2019.